# Birgit Pommer

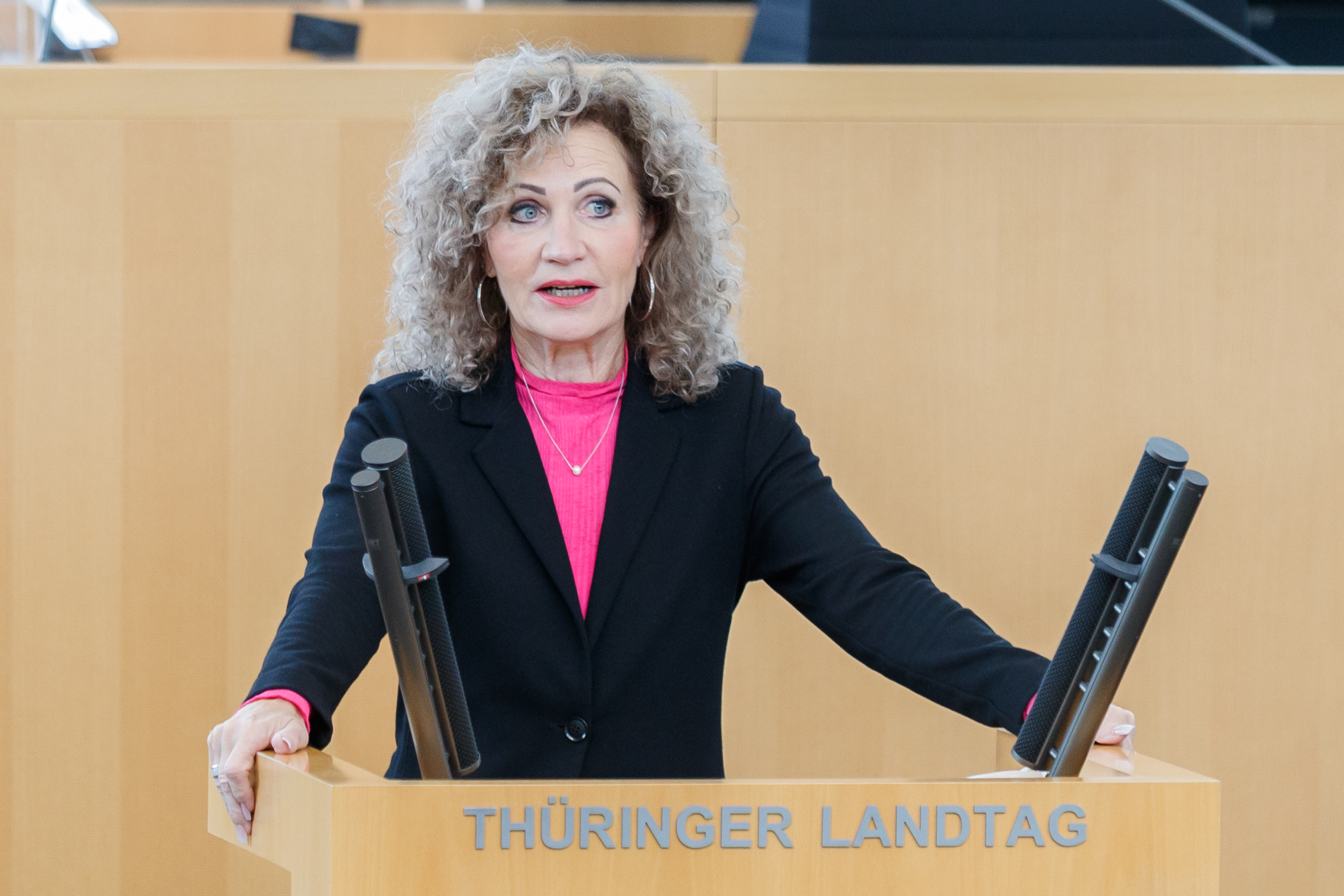
Birgit Pommer als Landtagspräsidentin (2021)

Birgit Pommer, geborene Birgit Ehrhardt und geschiedene Birgit Keller, (* 28. Januar 1959 in Lutherstadt Eisleben) ist eine deutsche Politikerin (Die Linke, zuvor SED, PDS). Sie war von 2019 bis 2024 Präsidentin des  Thüringer Landtages.
Von 2009 bis 2012 und erneut von 2019 bis 2024 war sie Mitglied des Thüringer Landtages. Von 2012 bis 2014 amtierte sie als Landrätin des Landkreises Nordhausen. Im Kabinett Ramelow I war Pommer anschließend von 2014 bis 2019 Ministerin für Infrastruktur und Landwirtschaft des Freistaates Thüringen.

## Leben
Der Vater war Ökonom, die Mutter Lehrerin. Beide Eltern waren Mitglieder der NDPD.
Pommer schloss 1975 die Polytechnische Oberschule ab. Nach einer Berufsausbildung zur Elektromonteurin war sie von 1977 bis 1982 als wissenschaftliche Mitarbeiterin im Bereich Starkstrom-Anlagenbau tätig. Von 1983 bis 1988 absolvierte sie ein Fernstudium mit dem Abschluss Diplom-Gesellschaftswissenschaftlerin.
Von 1989 bis 1991 arbeitete sie als Erzieherin in einem Kindergarten. Zwischen 1995 und 2004 war Pommer Mitarbeiterin in einem Wahlkreisbüro. In den Jahren 1991 und 2004 ging sie einer selbständigen Tätigkeit nach.
Birgit Pommer ist seit dem 22. Juli 2022 mit Reiner Pommer verheiratet. Sie hat zwei Töchter aus einer vorherigen Ehe.

## Politik
1977 trat sie der SED bei und war von 1983 bis 1988 Mitarbeiterin der Kreisleitung der FDJ, dann von 1988 bis 1989 Mitarbeiterin der SED-Kreisleitung. 1989 saß sie als Vertreterin der SED an einem Runden Tisch.
Von 1990 bis 1992 gehörte Pommer dem ersten Präsidium des neu gegründeten Landesverbandes der PDS Thüringen an.
Seit 1994 ist sie Mitglied des Kreistags im Landkreis Nordhausen und stand diesem von 1996 bis 2006 als Kreistagspräsidentin vor. Seit 2006 war sie Vorsitzende der Kreistagsfraktion ihrer Partei. 2006 kandidierte sie auch für das Amt der Landrätin. Zuletzt wurde Pommer bei der Kommunalwahl 2019 für den Kreistag bestätigt. Sie ist Mitglied im Ausschuss für Umwelt, Landwirtschaft und Forst. Bei der Kommunalwahl 2009 wurde sie in den Stadtrat von Nordhausen gewählt.

### Abgeordnete

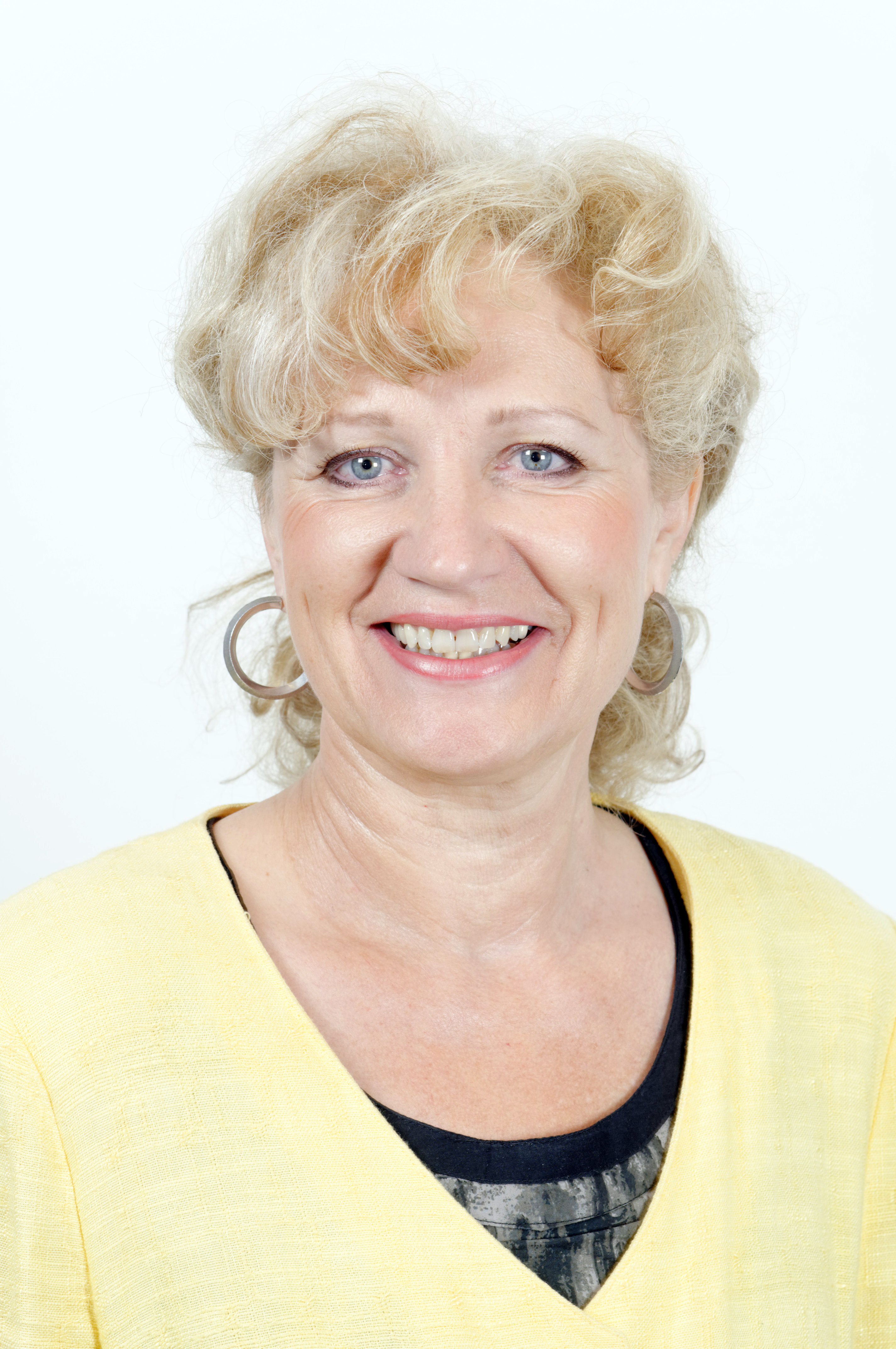
Birgit Pommer im Mai 2011

Bei den Landtagswahlen 1999, 2004 und 2009 kandidierte sie jeweils für ein Direktmandat im Wahlkreis Nordhausen I, wo sie jedoch stets Egon Primas (CDU) unterlag. 2009 gelang ihr über die Landesliste ihrer Partei, auf der sie auf Platz 7 kandidiert hatte, der Einzug ins Parlament. Sie war haushaltspolitische Sprecherin ihrer Fraktion. Bei der Landratswahl 2012 im Landkreis Nordhausen setzte sie sich wiederum in einer Stichwahl gegen Egon Primas durch. Daraufhin legte sie ihr Landtagsmandat nieder.
Als Direktkandidatin im Wahlkreis Nordhausen I zog sie bei der Landtagswahl in Thüringen 2019 mit 32,3 Prozent in den Landtag ein. Am 26. November 2019 wurde sie mit 52 von 90 Stimmen zur neuen Landtagspräsidentin gewählt. Sie war die erste Parlamentspräsidentin der Linken in einem deutschen Bundesland und Mitglied im Ältestenrat des Parlaments. Bei der Landtagswahl in Thüringen 2024 kandidierte Pommer nicht mehr.

### Ministerin für Infrastruktur und Landwirtschaft
Am 5. Dezember 2014 wurde sie im Kabinett Ramelow I zur Ministerin für Infrastruktur und Landwirtschaft ernannt. Damit folgte sie auf Jürgen Reinholz (CDU), der das Amt seit 2009 ausübte. Anders als die anderen Kabinettsmitglieder führte sie ihr Amt nicht bis Februar 2020 weiter, sondern legte dieses am 26. November 2019 nieder, um Parlamentspräsidentin zu werden. Ihr folgte Benjamin-Immanuel Hoff (Die Linke) nach, der das Amt geschäftsführend ausübte.